# Mesochorus lautus
Mesochorus lautus là một loài tò vò trong họ Ichneumonidae.